# Puccinellia pumila
Puccinellia pumila — вид цветковых растений рода Бескильница (лат. Puccinellia).

## Ареал и местообитание
Произрастает в Северной Америке, где встречается вдоль побережья в северных широтах, от Аляски через арктический север Канады до Гренландии. Вид найден в северо-западной части США, прилегающей к Тихому океану, а также известен на полуострове Камчатка. Это растение произрастает исключительно на берегу, во влажных местах, пляжах, в местах, затапливаемых во время наивысшего прилива, в солёных песке и грязи.

## Ботаническое описание
Многолетнее травянистое растение, стелющееся или прямостоячее, достигающее наивысшей высоты около 40 см, но часто оно бывает значительно меньше, особенно в суровых условиях. Растение способно укреняться в узлах стеблей, которые уходят под землю во влажных субстратах, давая начало новым растениям (вегетативное размножение). Соцветие — густой или раскрытый колос, состоит из веточек, несущих колоски.

## Синонимика
- Atropis alaskana (Scribn. & Merr.) V.I.Krecz.
- Atropis kurilensis Takeda
- Atropis paupercula (Holm) V.I.Krecz.
- Atropis paupercula (Holm) Steffen
- Glyceria paupercula Holm
- Glyceria pumila Macoun ex Vasey
- Phippsia langeana subsp. alaskana (Scribn. & Merr.) Á.Löve & D.Löve
- Puccinellia alaskana Scribn. & Merr.
- Puccinellia distans var. minor (S.Watson) B.Boivin
- Puccinellia hultenii Swallen
- Puccinellia kurilensis (Takeda) Honda
- Puccinellia langeana subsp. alaskana (Scribn. & Merr.) Hultén
- Puccinellia longiglumis (Fernald & Weath.) Raymond ex Bowden
- Puccinellia maritima var. minor S.Watson
- Puccinellia paupercula (Holm.) Fernald & Weath.
- Puccinellia paupercula var. alaskana (Scribn. & Merr.) Fernald & Weath.
- Puccinellia paupercula var. longiglumis Fernald & Weath.
- Puccinellia paupercula var. paupercula
- Puccinellia tenella subsp. alaskana (Scribn. & Merr.) Tzvelev[2]